# راج باتل
راج باتل (بالإنجليزية: Raj Patel)‏ (و. 1972 – م) هو عالم اقتصاد، واجتماعي، وصحفي من المملكة المتحدة. ولد في لندن.

## التعليم
تعلم في جامعة أكسفورد، وكلية لندن للاقتصاد، وجامعة كورنيل.